# Dusan Novakov
Dušan Novakov (Pančevo, 1970) is een Servische jazzdrummer en percussionist van de modernjazz.

## Biografie
Novakov bezocht tussen 1986 en 1988 het jazzseminarie in Grožnjan en volgde lessen bij Reggie Workman. In 1989 verhuisde hij naar Graz, waar hij studeerde aan de University of Music and Performing Arts. Na een jaar in Rotterdam studeerde hij af in 1998. 
Novakov maakt sinds 1991 deel uit van het trio van Karlheinz Miklin, met wie hij opnamen uitbracht met Mark Murphy. Hij trad ook op met Oliver Lake, George Cables, Dick Oatts, Don Menza, Kirk Lightsey, Michele Hendricks, Toninho Horta, Dusko Goykovich, Valery Ponomarev, Andy Bey, Bread Lealy, Karl Ratzer, Timna Brauer en het Elias Meiri Ensemble, Fernando Correa, Fritz Pauer, de Berndt Luef Big Band Graz, Frank Lacy, Gregory Porter en Andy Middleton. Hij behoorde ook tot de Blue Brass van Paul Zauner, met wie hij twee albums uitbracht. In 2010 formeerde hij samen met Oliver Kent en Uli Langthaler het trio Triple Ace, dat in 2012 zijn eerste cd uitbracht. Volgens Tom Lord was hij tussen 1995 en 2017 betrokken bij 50 jazz-opnamen.